# 仲澤広基
仲澤 広基（なかざわ ひろき、1987年1月22日 - ）は、山梨県中巨摩郡竜王町（現：甲斐市）出身の元プロ野球選手（内野手）、野球指導者。

## 来歴・人物

### プロ入り前

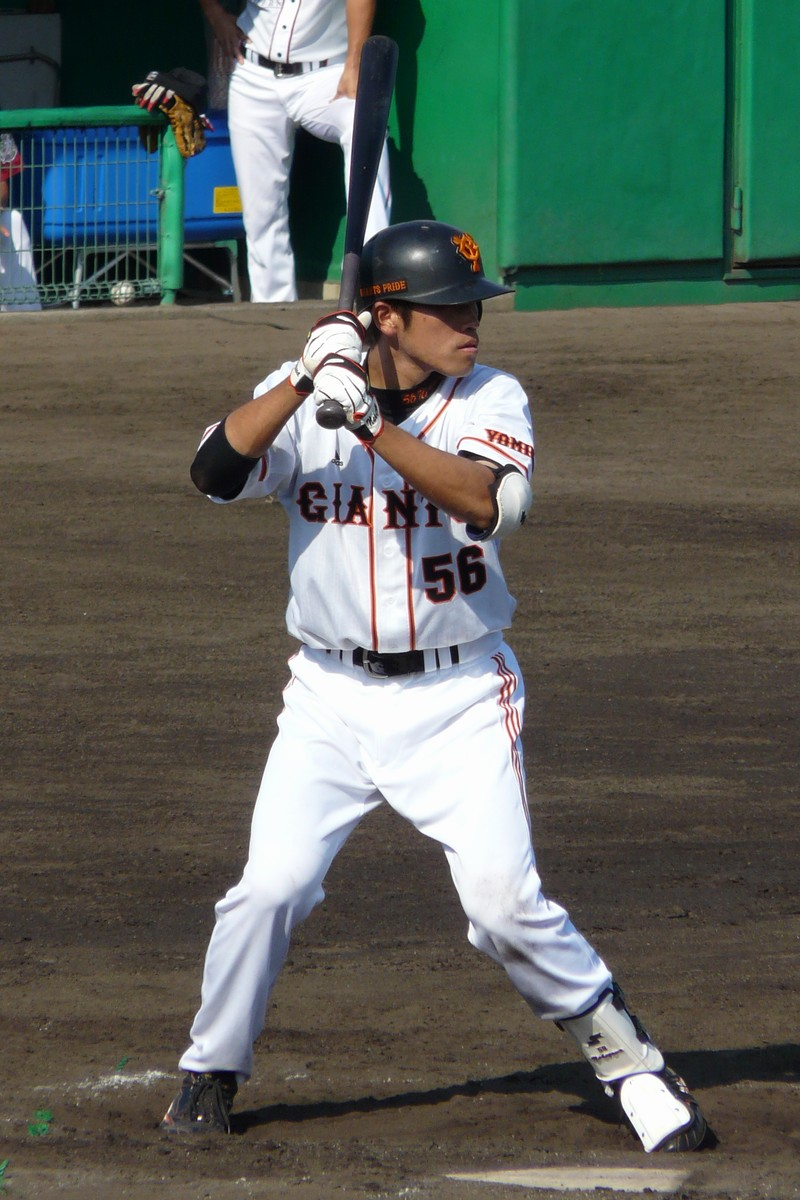
巨人時代（2009年、ジャイアンツ球場）

山梨県中巨摩郡竜王町（現：甲斐市）出身。甲斐市立竜王南小学校1年生から竜南スポーツ少年団で投手兼内野手として野球を始める。
竜王中学校では3年生になって野球部に入部。エースとして活躍、地区の選抜チームにもエースとして選ばれる。また短距離走・長距離走の学校代表として陸上競技でも活躍。
東海大甲府高入学後は、打撃センスを買われて野手専門に転向、1年秋からレギュラーを獲得し主軸を任される。2年生の時の夏と3年生の時の夏と、2年連続で全国選手権に出場。2年時の第85回全国高等学校野球選手権大会では、初戦で広陵高に0-3で敗退。3年時の第86回全国高等学校野球選手権大会では、準決勝で同大会の優勝校である駒大苫小牧高に8-10で敗退。自身は大会第30号となる本塁打を放っている。高校通算17本塁打。
高校卒業後は、国際武道大学に進学。大学では1年春の開幕戦からレギュラーとして出場。1年春から3年春まで5シーズン連続でリーグベストナインを獲得、1年秋は新人王。1年と3年時にIBAFワールドカップ日本代表候補に挙がり、2年時は全日本大学野球選手権大会（ベスト8）、日米大学野球選手権大会、世界大学野球選手権大会に出場。3年時も2年連続で日米大学野球選手権大会に出場。4年時にも3年連続で日本代表に選出され、第4回世界大学野球選手権大会に出場。リーグ通算343打数117安打、打率341。通算117安打は千葉県大学野球連盟歴代2位の記録。大学の同期に柴田講平がいる。
2008年10月30日に行われたプロ野球ドラフト会議において読売ジャイアンツから6位指名を受け、11月13日に契約金5000万円、年俸720万円で仮契約した。

### 巨人時代
1年目の2009年は、一軍昇格は果たせなかったが、5月に骨折して2ヶ月離脱して出場機会は少なかったにもかかわらず二軍で打率3割をマーク。本職は三塁手だが、1年目から内野の全ポジションの守備に就いた。
2010年は、春先に不振に陥ったが、夏頃には復調し出場機会こそなかったものの初の一軍昇格を果たし、降格することなくシーズンを終えた。
2011年は、一軍出場はなく、二軍でも打率.254に終わった。守備では、三塁手のレギュラーに中井大介が定着したため二塁手を中心に守った。

### 楽天時代
2012年11月13日、横川史学、井野卓との交換トレードで金刃憲人と共に東北楽天ゴールデンイーグルスへ移籍。
2013年は一軍で開幕を迎えるが、出番はなく二軍落ち。その後再び一軍昇格を果たすと、4月28日の西武戦で途中から守備につきプロ初出場。またこの試合で初打席初ヒットを放った。
2014年も一軍で開幕を迎えたものの出場試合はなく、4月2日に登録を抹消された。その後も一軍登録されず、10月3日に戦力外通告を受けた。12月2日、自由契約公示された。

### 現役引退後
2015年から、幼児や小学生を指導するジャイアンツアカデミーのコーチを務めている。
2020年より、母校である東海大学付属甲府高等学校の野球部コーチに就任。また通信制の大学で教職免許を取得し、国語科の教員として勤務している。
2024年4月より、村中秀人の後任として東海大甲府の監督に就任する。

## 詳細情報

### 年度別打撃成績
| 年 度   | 球 団   | 試 合 | 打 席 | 打 数 | 得 点 | 安 打 | 二 塁 打 | 三 塁 打 | 本 塁 打 | 塁 打 | 打 点 | 盗 塁 | 盗 塁 死 | 犠 打 | 犠 飛 | 四 球 | 敬 遠 | 死 球 | 三 振 | 併 殺 打 | 打 率 | 出 塁 率 | 長 打 率 | O P S |
| ------- | ------- | ----- | ----- | ----- | ----- | ----- | -------- | -------- | -------- | ----- | ----- | ----- | -------- | ----- | ----- | ----- | ----- | ----- | ----- | -------- | ----- | -------- | -------- | ----- |
| 2013    | 楽天    | 14    | 8     | 8     | 1     | 2     | 0        | 0        | 0        | 2     | 1     | 0     | 0        | 0     | 0     | 0     | 0     | 0     | 1     | 0        | .250  | .250     | .250     | .500  |
| 通算1年 | 通算1年 | 14    | 8     | 8     | 1     | 2     | 0        | 0        | 0        | 2     | 1     | 0     | 0        | 0     | 0     | 0     | 0     | 0     | 1     | 0        | .250  | .250     | .250     | .500  |

### 年度別守備成績
| 年   | 二塁 | 二塁 | 二塁 | 二塁 | 二塁 | 二塁   | 三塁 | 三塁 | 三塁 | 三塁 | 三塁 | 三塁   |
| 年   | 試合 | 刺殺 | 補殺 | 失策 | 併殺 | 守備率 | 試合 | 刺殺 | 補殺 | 失策 | 併殺 | 守備率 |
| ---- | ---- | ---- | ---- | ---- | ---- | ------ | ---- | ---- | ---- | ---- | ---- | ------ |
| 2013 | 4    | 2    | 7    | 0    | 0    | 1.000  | 7    | 2    | 1    | 0    | 1    | 1.000  |
| 通算 | 4    | 2    | 7    | 0    | 0    | 1.000  | 7    | 2    | 1    | 0    | 1    | 1.000  |

### 記録
- 初出場：2013年4月28日、対埼玉西武ライオンズ5回戦（西武ドーム）、6回裏に二塁手で出場
- 初打席・初安打：同上、8回表に長田秀一郎から右前安打
- 初打点：2013年5月3日、対北海道日本ハムファイターズ6回戦（日本製紙クリネックススタジアム宮城）、8回裏に中村勝から投手適時内野安打

### 背番号
- 56 （2009年 - 2012年）
- 68 （2013年 - 2014年）

### 登場曲
- 「2億4千万の瞳」 郷ひろみ（2013年 - 2014年）